# Armand-François-Odet Chapelle de Jumilhac
Pour les articles homonymes, voir Jumilhac.
Armand-François-Odet Chapelle de Jumilhac, 6e duc de Richelieu et duc d'Aiguillon (Paris, 20 décembre 1804 - Nice, 24 février 1879), est un homme politique français.

## Biographie
Fils d'Antoine Pierre Joseph Chapelle de Jumilhac et de Simplice Gabrielle Armande de Vignerot du Plessis de Richelieu, il est aussi le petit-fils de Louis-Antoine-Sophie de Vignerot du Plessis, duc de Richelieu. 
En 1822, il est admis à siéger à la Chambre des pairs, en remplacement de son oncle Armand-Emmanuel du Plessis de Richelieu, dont il hérite aussi le titre de 6e duc de Richelieu.
Compte tenu de son jeune âge, il ne siège effectivement qu'à partir du mois de septembre 1830 et jusqu'en 1848.
Officier de cavalerie, il est fait chevalier de la Légion d'honneur.
Sans alliance, il reste sans postérité et son neveu Marie Odet Richard Armand Chapelle de Jumilhac lui succède comme 7e duc de Richelieu.

### Sources
- « Armand-François-Odet Chapelle de Jumilhac », dans Adolphe Robert et Gaston Cougny, Dictionnaire des parlementaires français, Edgar Bourloton, 1889-1891 [détail de l’édition]